# Подкрепа
Подкрепа (болг. Подкрепа) — село в Болгарии. Находится в Хасковской области, входит в общину Хасково. Население составляет 300 человек.

## Политическая ситуация
В местном кметстве Подкрепа, в состав которого входит Подкрепа, должность кмета (старосты) исполняет Татяна Тенева Георгиева (Политический клуб «Экогласность») по результатам выборов правления кметства.
Кмет (мэр) общины Хасково — Георги Иванов Иванов (коалиция партий: партия «Родина», демократический союз «Радикалы») по результатам выборов в правление общины.